# Ха-Леви, Херци
Хе́рци Ха-Ле́ви (вариант: Ге́рци Ха-Ле́ви; ивр. הרצי הלוי‎; полное имя: Герцль Ха-Леви (ивр. הרצל הלוי‎); род. 17 декабря 1967, Иерусалим, Израиль) — израильский военный деятель, Начальник Генерального штаба Армии обороны Израиля с 16 января 2023 по 5 марта 2025 года.

## Биография

### Семья и ранние годы
Херци (Герцль) Ха-Леви родился 17 декабря 1967 года в Иерусалиме.
Отец Ха-Леви, Шломо, был владельцем компании по услугам консалтинга и продвижению предпринимательских проектов и в течение 10 лет был членом городского совета Иерусалима. Шломо Ха-Леви родился в семье Хаима Шалома Ха-Леви и Цили (урождённой Ха-Коэн Кук), убеждённых приверженцев ревизионизма. Хаим Шалом Ха-Леви (Гордин), уроженец Брест-Литовска, был активистом «Батальона защитников языка», в дальнейшем бойцом подпольной организации «Эцель», а затем защитил докторскую степень в области философии и был заместителем директора медицинского центра «Хадасса». Циля, бактериолог по специальности, была дочерью раввина Дова Ха-Коэна Кука (брата раввина Авраама Ицхака Кука, создателя концепции религиозного сионизма).
Мать Ха-Леви, Лина, была учительницей физкультуры в средней школе при Еврейском университете в Иерусалиме. Её семейство, Мизрахи-Цореф (Mizrachi Los Plateros), насчитывало четырнадцать поколений в Иерусалиме.
Ха-Леви был назван Герцлем в честь своего дяди, Герцля (Херци) Ха-Леви, павшего в боях за Иерусалим в ходе Шестидневной войны.
Ха-Леви был младшим из двух сыновей, его брат Амир (род. 5 октября 1965 года) станет в дальнейшем генеральным директором Министерства туризма Израиля (с мая 2013 по декабрь 2021 года).
В первые годы своей жизни Ха-Леви жил со своей семьёй в районе Немецкая колония в Иерусалиме. Когда Ха-Леви исполнилось четыре года, семья переехала на улицу Рамат-ха-Голан в построенном после Шестидневной войны иерусалимском районе Рамат-Эшколь.
Получил религиозное воспитание, учился в государственной религиозной школе «Пардес» в Иерусалиме и окончил иерусалимскую религиозно-сионистскую школу имени Гиммельфарба. В юности также был членом религиозной скаутской группы «Масуот», участвовал в поездке делегации группы в США.

### Военная карьера
В 1985 году Ха-Леви был призван на службу в Армии обороны Израиля, начал службу в отряде «Нахаль» в кибуце на севере Израиля, а затем перешёл на службу в батальоне «Петен» («Десантируемый Нахаль») бригады «Цанханим», где прошёл путь от бойца, командира отделения и командира взвода до заведующего оперативной частью (ивр. קמב"ץ‎) батальона и командира роты в батальоне.

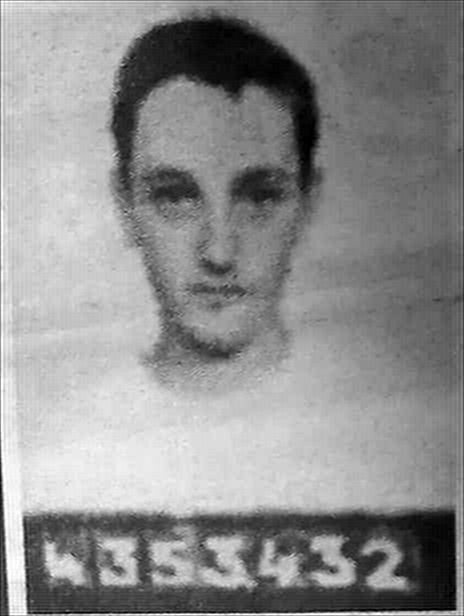
Ха-Леви во время призыва в армию (1985)

В 1992 году Ха-Леви возглавил бригадную противотанковую роту (ивр. פלוגת עורב‎); в этой должности, помимо прочего, командовал форпостом «Рейхан», самым северным форпостом израильской армии в южном Ливане, и принимал участие в боевых операциях в южном Ливане.
В 1993 году Ха-Леви перешёл на службу в специальном подразделении Управления разведки «Сайерет Маткаль», где занял должность командира тренировочной роты, а затем, после отпуска с целью выхода на учёбу в университете в 1996 году, и заместителя командира подразделения. Участвовал в ряде операций, в том числе в операции «Ядовитое жало» 21 мая 1994 года по похищению из Ливана одного из лидеров организации «Амаль» Мустафы Дирани и неудачной операции 14 октября 1994 года по освобождению похищенного палестинскими боевиками солдата Нахшона Ваксмана.
7 марта 2001 года был повышен в звании до подполковника и возглавил подразделение «Сайерет Маткаль», исполнял эту должность до 2004 года, после чего был повышен в звании до полковника и выехал на учёбу в США. По возвращении с учёбы в 2005 году был назначен командиром территориальной бригады «Менаше» (ивр. חטמ"ר מנשה‎), ответственной за северную часть Самарии в границах Западного берега реки Иордан, включая город Дженин, исполнял эту должность с 11 сентября 2005 по 12 июня 2007 года.

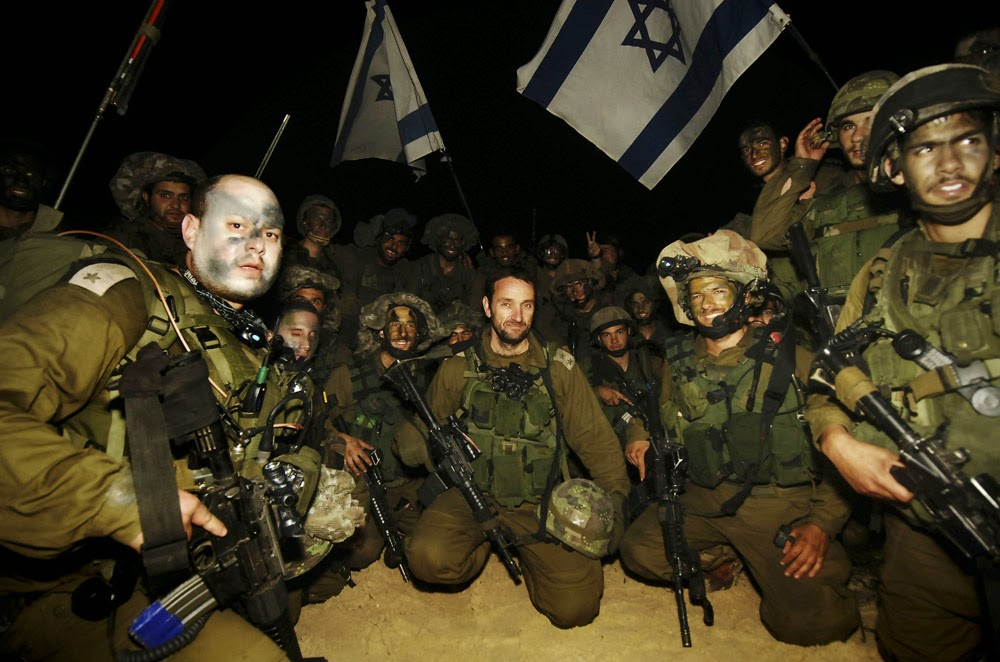
Херци Ха-Леви (в центре) во время операции «Литой свинец» (2009)

С 22 августа 2007 по 20 августа 2009 года Ха-Леви командовал бригадой «Цанханим». Под командованием Ха-Леви бригада, укреплённая бронетанковым батальоном «Саар» бригады «Барак», приняла участие в военных действиях в северной части сектора Газа в ходе операции «Литой свинец».
В сентябре 2009 года был повышен в звании до бригадного генерала и возглавил Отдел оперативного управления (ивр. חטיבת ההפעלה המבצעית‎) Управления разведки Генштаба армии. Исполнял эту должность до 11 октября 2011 года.
6 ноября 2011 года Ха-Леви заступил на должность командира территориальной дивизии «Ха-Галиль». В декабре 2012 года дивизия под командованием Ха-Леви была удостоена знака отличия Начальника Генштаба за введение новаторских процессов обмена оперативной информацией между силами дивизии.
В конце 2012 года сообщалось, что премьер-министр Израиля Биньямин Нетаньяху предпочитал кандидатуру Ха-Леви на пост Военного секретаря премьер-министра, однако Начальник Генштаба армии генерал-лейтенант Бени Ганц не одобрил данное назначение вследствие ранее принятого решения назначить Ха-Леви на пост командира Командно-штабного колледжа армии и предпочтения самого Ха-Леви отказаться от предложенной должности. Исполнял должность командира дивизии до 28 ноября 2013 года.
В 2014 году Ха-Леви возглавил Межвойсковой колледж полевого и штабного командного состава армии. В этот период действовал также в составе группы по воплощению рекомендаций Комиссии Тиркеля, государственной комиссии по расследованию обстоятельств захвата израильским ВМФ турецкого судна «Мави Мармара» в 2010 году.
25 апреля 2014 года было опубликовано решение Начальника Генштаба генерал-лейтенанта Бени Ганца и министра обороны Моше Яалона назначить Ха-Леви главой Управления разведки Генштаба армии. 18 сентября 2014 года Ха-Леви было присвоено звание генерал-майора, а 22 сентября 2014 года он вступил на должность главы Управления разведки Генерального штаба армии, сменив на посту генерал-майора Авива Кохави.
Среди задач, стоящих перед Управлением разведки в период командования Ха-Леви, были противостояние угрозе иранской ядерной программы, угрозам, связанным с Гражданской войной в Сирии и деятельностью террористической организации ИГИЛ, и прочим региональным угрозам, требовавшим от Армии обороны Израиля также наносить удары по целям противника за пределами Израиля в рамках деятельности, получившей в израильской военной терминологии наименование «Кампания между войнами». Также значительное внимание Управления разведки занимала борьба с палестинским террором, включая противостояние волне терактов, характеризовавшейся одиночными атаками палестинских террористов, и угрозам, исходящим из сектора Газа. В период командования Управлением разведки Ха-Леви удалось предотвратить план по сокращению входящего в состав Управления «Подразделения 8200» с целью передаче сфер его деятельности по ведению операций в киберпространстве в запланированное Управление кибернетической обороны.

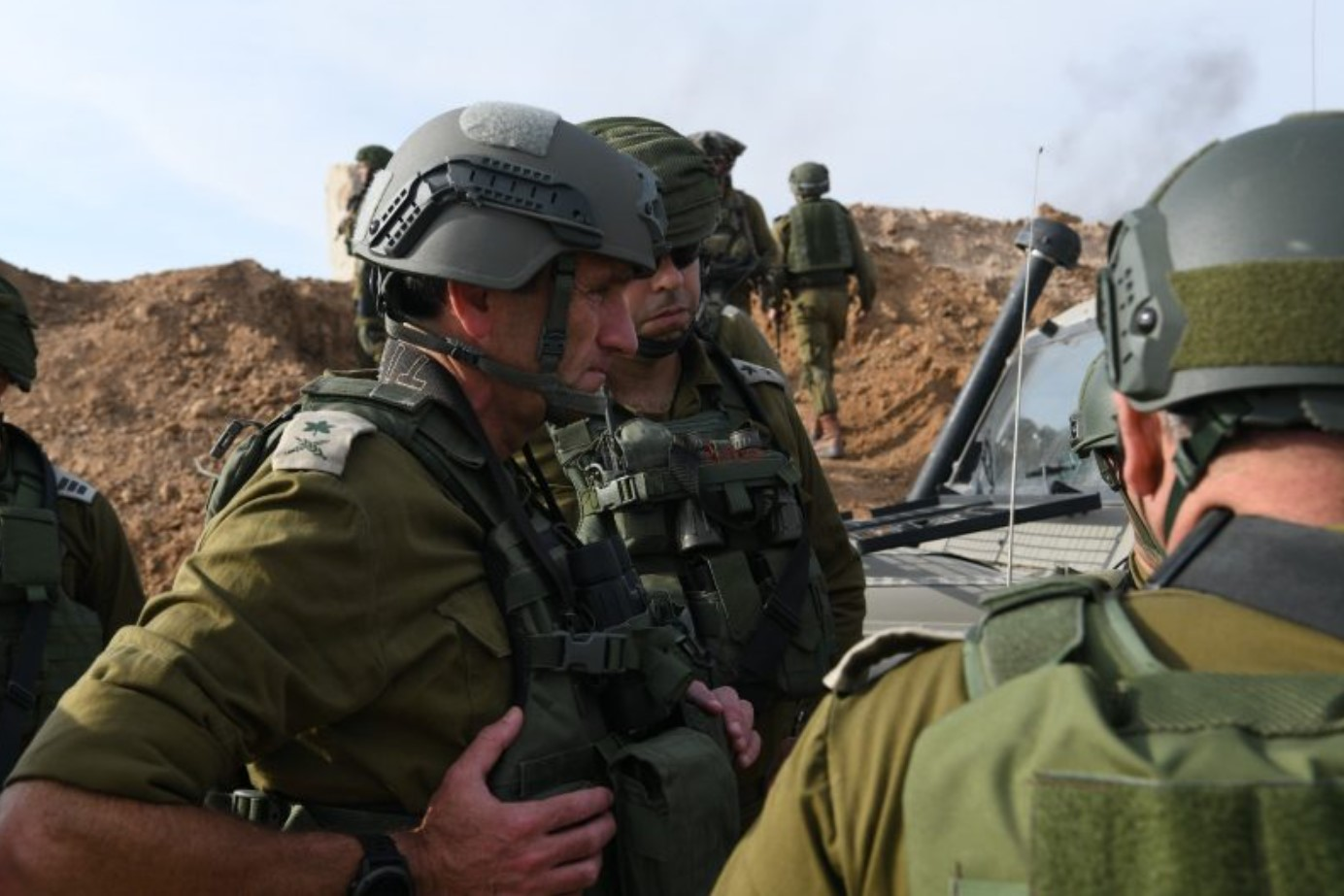
Херци Ха-Леви на границе сектора Газа (2018)

В качестве главы Управления разведки Ха-Леви также ввёл процедуры для улучшения доступности разведданных для подразделений Армии обороны Израиля за пределами Управления разведки, а также укрепил сотрудничество между Управлением разведки, Общей службой безопасности «Шабак» и службой внешней разведки «Моссад», помимо прочего, благодаря заключению меморандума о взаимопонимании между Управлением разведки и «Шабаком», разрешившего прежние распри между организациями по вопросам обмена разведданными и распределения ресурсов.
Ха-Леви исполнял должность главы Управления разведки до 28 марта 2018 года, после чего передал командование Управлением генерал-майору Тамиру Хайману.
6 июня 2018 года вступил на должность Командующего Южным военным округом, сменив на посту генерал-майора Эяля Замира.
Период Ха-Леви на посту был охарактеризован относительным затишьем в секторе Газа за исключением периода эскалации миномётных обстрелов территории Израиля из сектора Газа в марте 2019 года и периода операции «Чёрный пояс» в ноябре 2019 года, начатой устранением одного из полевых командиров «Палестинского исламского джихада» в секторе Газа, Бахи Абу-аль-Ата, и продолженной атаками по источникам обстрелов и другим целям в секторе Газа.

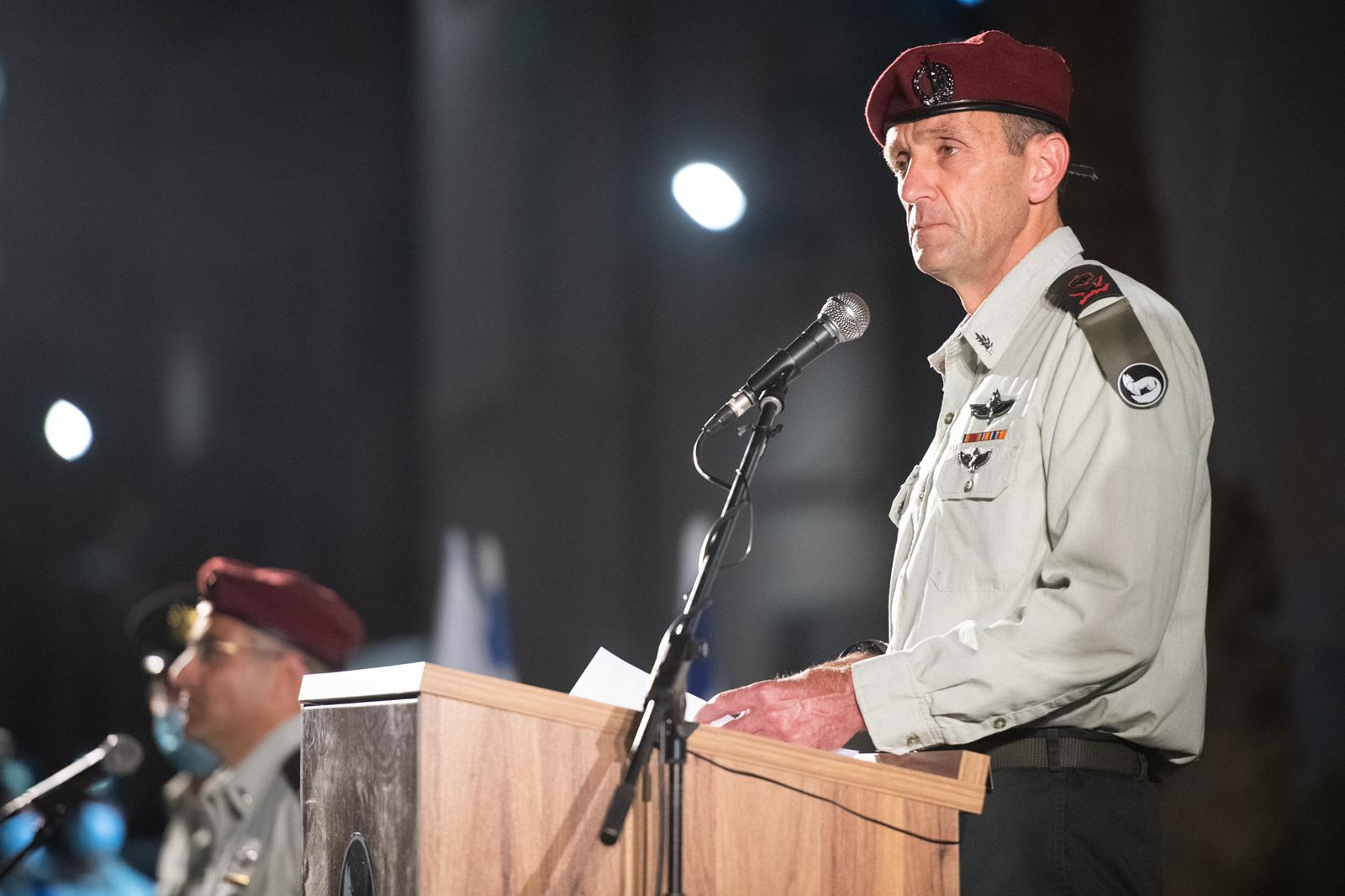
Генерал-майор Херци Ха-Леви (2021)

В период Ха-Леви на посту Командующего округом продолжались начатые уже весной 2018 года и превратившиеся в еженедельную рутину столкновения на границе Израиля с сектором Газа, вызванные организованными движением «Хамас» массовыми шествиями палестинцев к границе сектора Газа с призывами прорваться на территорию Израиля, а также с поджогами приграничных территорий посредством запуска через границу сектора воздушных змеев и шаров с горючими и взрывчатыми веществами. Ха-Леви часто лично присутствовал на границе сектора Газа во время еженедельных шествий с целью командования войсками и непосредственной проверки информации о жертвах с палестинской стороны.
В целом, Ха-Леви придерживался политики дифференциации между организацией «Хамас», контролирующей сектор Газа, и другими террористическими группировками в секторе Газа, предпочитая избегать по возможности конфронтации с «Хамасом». Помимо прочего, Ха-Леви принял участие в израильской делегации в Катар с целью обсуждения путей улучшения гуманитарной ситуации в секторе Газа, а также налаживал с той же целью оборонное сотрудничество с египетскими коллегами.
21 марта 2021 года Ха-Леви передал пост Командующего округом генерал-майору Элиэзеру Толедано, а 11 июля 2021 года вступил на должность заместителя Начальника Генштаба, сменив на посту генерал-майора Эяля Замира.

#### На посту Начальника Генштаба
4 сентября 2022 года министр обороны Бени Ганц объявил о решении назначить Ха-Леви на пост Начальника Генштаба по истечении срока службы генерал-лейтенанта Авива Кохави на посту. Назначение было утверждено правительством 23 октября 2022 года.

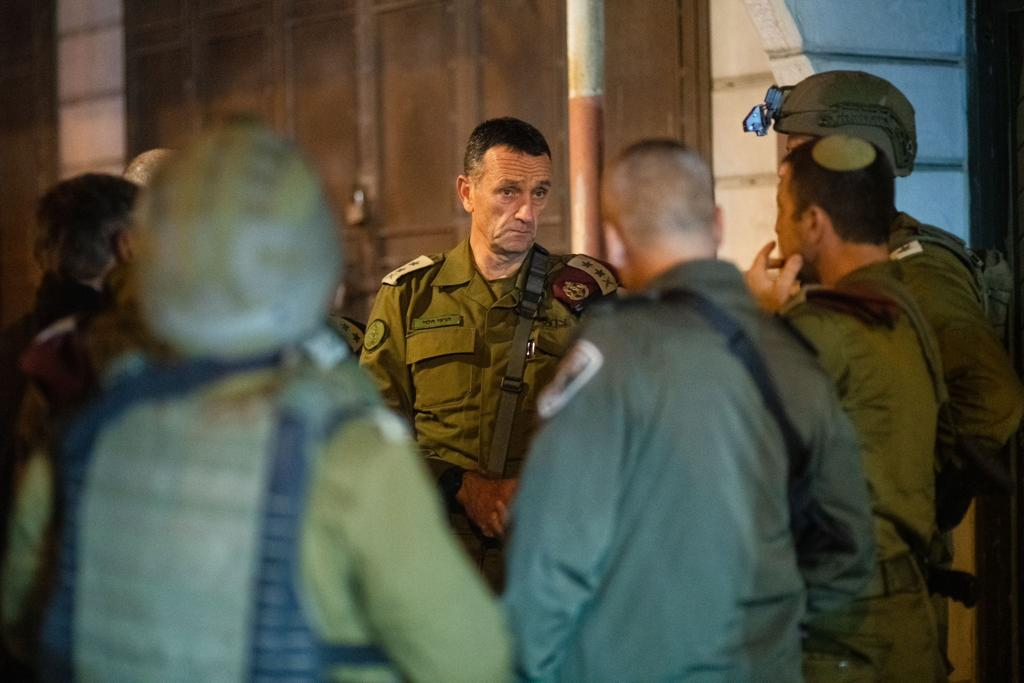
Генерал-лейтенант Херци Ха-Леви на месте теракта около Хувары (26 февраля 2023)

31 октября 2022 года Ха-Леви передал пост заместителя Начальника Генштаба генерал-майору Амиру Бараму, а 16 января 2023 года Ха-Леви было присвоено звание генерал-лейтентанта (рав-алуф), и он вступил на пост Начальника Генштаба.
Вскоре после вступления Ха-Леви на пост, в январе 2023 года, силы Армии обороны Израиля под руководством Ха-Леви провели масштабные учения под кодовым названием Juniper Oak (ивр. אלוני בזלת‎ Алоней Базелет) совместно с силами Центрального командования Вооружённых сил США.
С начала 2023 года Израиль захлестнула волна протестов против судебной реформы, задуманной правительством под руководством Биньямина Нетаньяху, и Ха-Леви пришлось уделять внимание нараставшему количеству актов сознательного отказа от военной службы со стороны резервистов, утверждавших, что их дальнейшая служба невозможна в условиях выраженного реформой отхода Израиля от демократических ценностей. В этом отношении, вопреки критике со стороны некоторых сторонников Нетаньяху, Ха-Леви решил не принимать жёсткие меры против отказников, рассудив, что такие меры лишь накалят обстановку, а не поспособствуют её разрешению. Ха-Леви также предупреждал политический эшелон, что продолжение создавшейся ситуации может крайне отрицательно сказаться на готовности Армии обороны Израиля и подвигнуть противников Израиля в Ливане и секторе Газа воспользоваться слабостью Израиля для атаки на него.

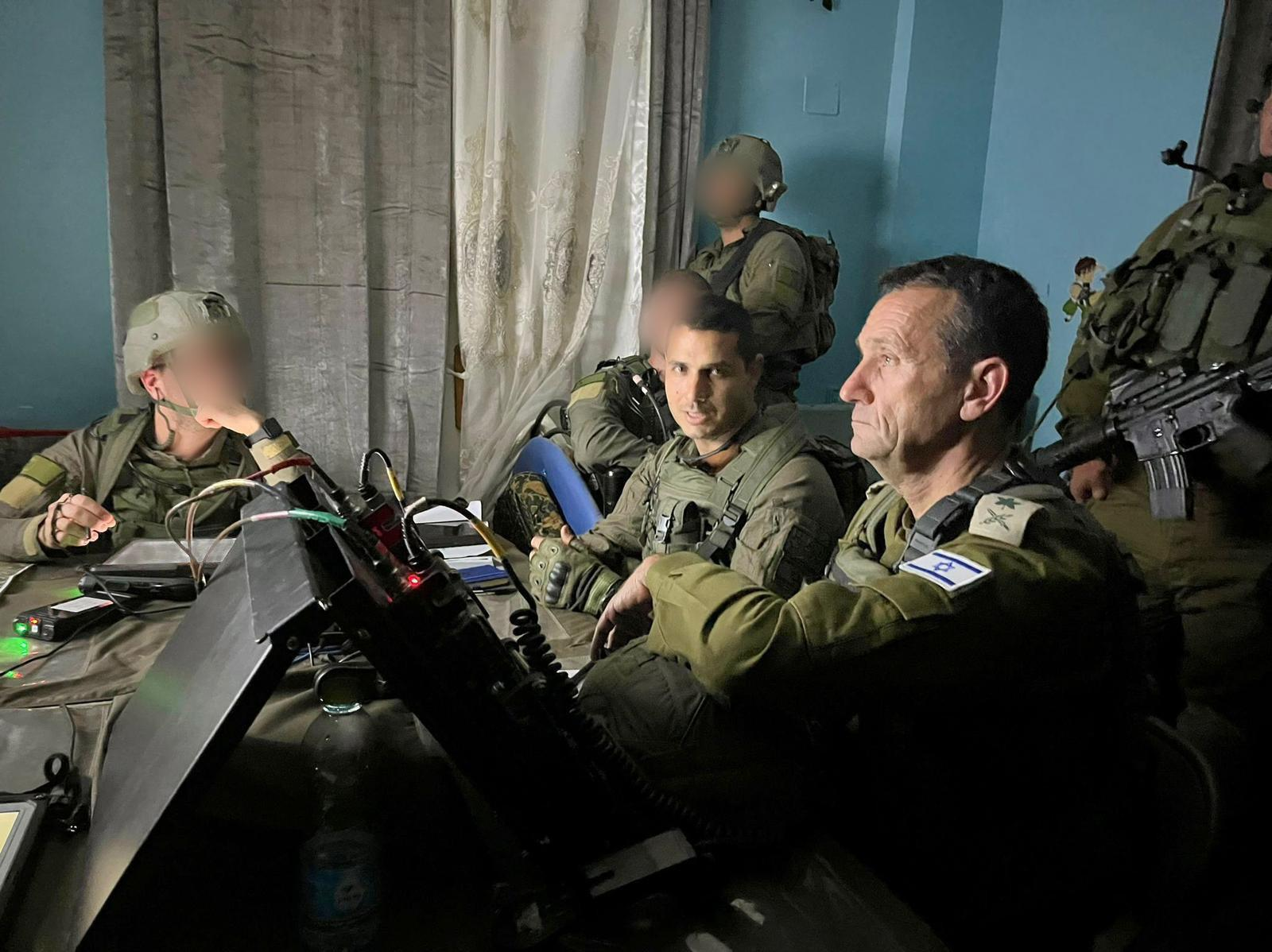
Генерал-лейтенант Херци Ха-Леви в ходе операции «Дом и сад» (3 июля 2023)

В ходе обсуждения многолетней стратегической программы развития Армии обороны Израиля после вступления Ха-Леви на пост Начальника Генштаба им были заданы следующие основные направления, требующие проработки и включения в программу: повышение готовности армии к вооружённому конфликту с Ираном, забота о кадрах и укрепление связи армии с обществом, повышение готовности армии к одновременному ведению боевых действий на нескольких фронтах, возврат армии к интенсивному графику учений, прерванному в период коронавирусной эпидемии, внедрение новых вооружений и улучшение процессов управления войсками.
В мае 2023 года Армия обороны Израиля под командованием Ха-Леви провела операцию «Щит и стрела» против боевиков «Палестинского исламского джихада» в секторе Газа.
В 2023 году также нарастало напряжение на израильско-ливанской границе, выразившееся в теракте на перекрёстке Мегиддо на севере Израиля, совершённом 13 марта 2023 года проникшим на территорию Израиля боевиком ливанской организации «Хезболла», и в проведении учений боевиков «Хезболлы» по захвату израильских населённых пунктов на севере Израиля в мае 2023 года.
В этот период продолжалась также деятельность Армии обороны Израиля по борьбе с палестинскими террористическими ячейками на Западном берегу реки Иордан в рамках начатой ещё в марте 2022 года операции «Волнолом» (ивр. מבצע שובר גלים‎), хотя к апрелю 2023 года было принято решение прекратить использование данного наименования для обозначения ставшей уже рутинной деятельности армии на Западном берегу реки Иордан. В июле 2023 года Армия обороны Израиля под командованием Ха-Леви провела контртеррористическую операцию «Дом и сад» в Дженине.

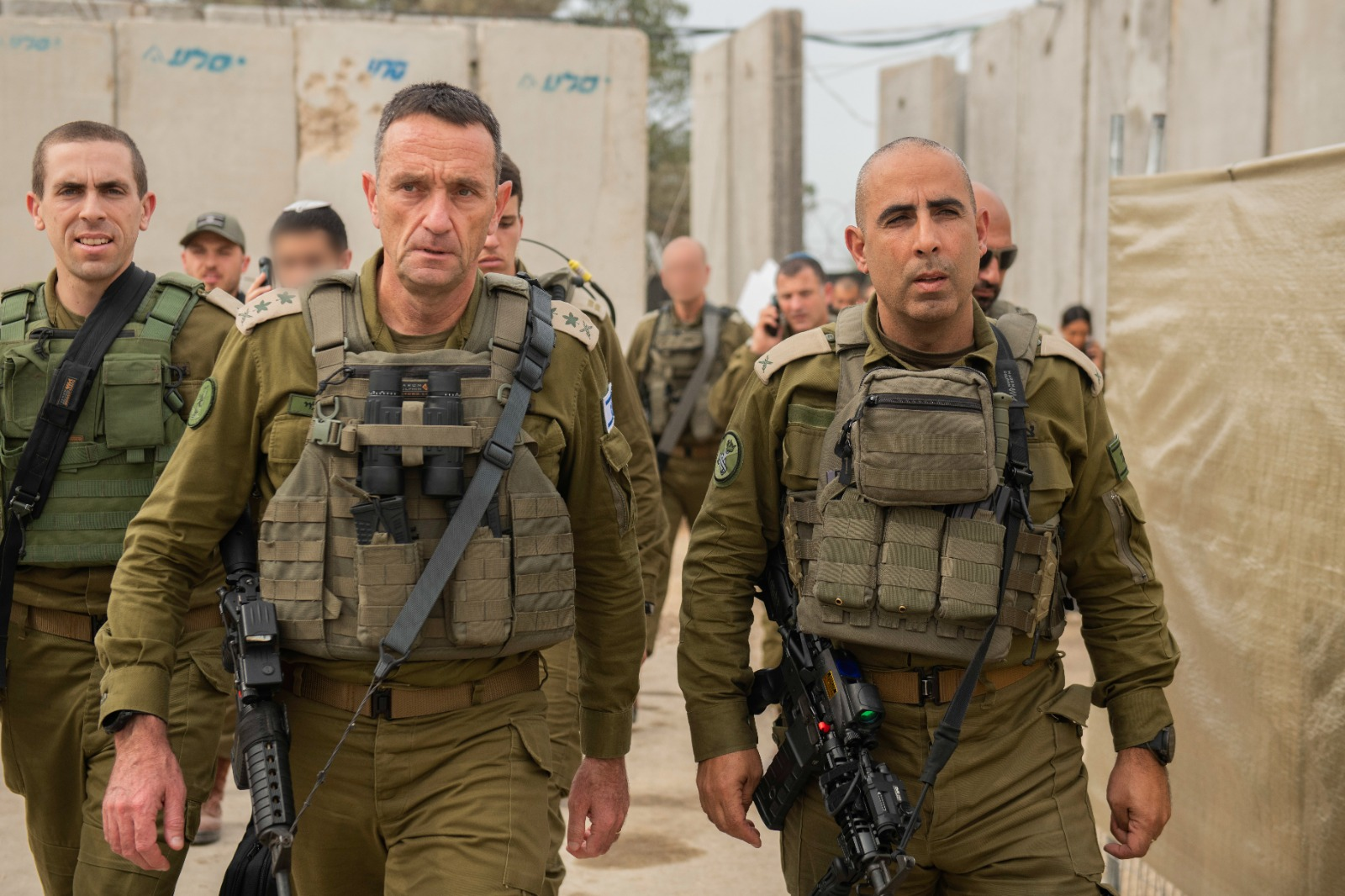
Генерал-лейтенант Херци Ха-Леви в ходе операции «Железные мечи» (29 октября 2023)

7 октября 2023 года с территории сектора Газа на территорию Израиля вторглись группы боевиков ХАМАС, захватившие ряд населённых пунктов вокруг сектора Газа и нанёсшие беспрецедентный в истории Израиля удар, включая убийство более 1 000 израильских граждан и захват около 240 заложников, уведённых боевиками в Газу. В ответ на вторжение правительство Израиля объявило войну, и была начата операция «Железные мечи» с целью зачистки сектора Газа от боевиков и освобождения заложников. В следующие за вторжением четыре дня территория Израиля была зачищена от боевиков. Одновременно начались столкновения на израильско-ливанской границе между израильской армией и боевиками «Хезболлы». Вторжение и объём потерь среди гражданского населения в Израиле повергли в шок израильское общество и вызвали обсуждение причин неспособности сил безопасности Израиля своевременно раскрыть и предотвратить план атаки, а также причин задержки организованной реакции Армии обороны Израиля на вторжение; в этом контексте утверждалось, что Армия обороны Израиля во главе с Ха-Леви, хоть и указывала на неизбежность будущей военной эскалации в секторе Газа, вероятно руководствовалась рабочим предположением, что на данном этапе ХАМАС не заинтересован предпринимать агрессивные действия против Израиля.
В рамках операции «Железные мечи» Армией обороны Израиля под командованием Ха-Леви был произведён срочный призыв резерва, проводились массивные бомбардировки территории сектора Газа и операции по точечной ликвидации лидеров палестинских боевиков. 26 октября 2023 года Армия обороны Израиля перешла к осуществлению сухопутных рейдов в секторе Газа, а 31 октября перешла к проведению полномасштабного сухопутного манёвра на территории сектора Газа.
12 октября 2023 года Ха-Леви при поддержке министра обороны Йоава Галанта также представлял перед политическим эшелоном оперативный план по проведению крупномасштабной сухопутной операции в Ливане в ответ на атаки Израиля с территории Ливана, однако план не был утверждён во избежание начала региональной войны на два фронта.
21 января 2025 года Ха-Леви подал заявление о выходе в отставку по завершении внутренних армейских расследований событий 7 октября 2023 года.
В феврале 2025 года американскиe коллеги наградили Ха-Леви орденом «Легион почёта».
5 марта 2025 года Ха-Леви передал пост Начальника Генштаба генерал-лейтенанту Эялю Замиру.

### Образование и личная жизнь
За время военной службы Ха-Леви получил степень бакалавра Еврейского университета в Иерусалиме (в области философии и делового администрирования), а затем и степень магистра (в области управления национальными ресурсами) Университета национальной безопасности в Вашингтоне, США.
Женат на Шарон Ха-Леви, отец четырёх детей.
Старший сын Ха-Леви, Калиль, занимается плаванием на длинные дистанции и плаванием в открытой воде. Дочь Лия окончила учёбу в мехине Эйн-Прат и служит в Управлении разведки Генштаба, а младшие сыновья, Итай и Йоав, учатся в школе.
Проживает в поселении Кфар-ха-Ораним на Западном берегу реки Иордан.
Несмотря на то что Ха-Леви, получивший религиозное воспитание, перестал носить кипу, он считает себя религиозным и посещает по субботам синагогу, а в ходе утренних пробежек прослушивает в наушниках уроки Торы и лекции раввинов.
Ха-Леви страдает от дальтонизма, который однако не повлиял на его армейскую карьеру.

## Публикации
- אלוף הרצי הלוי, סא"ל א', רס"ן י' עליונות מודיעינית בעידן דיגיטלי מערכות 477, 1.4.18 (Генерал-майор Херци Ха-Леви, подполковник А., майор Й., «Разведывательное преимущество в дигитальную эпоху», «Маарахот» № 477 (1.4.18)) (Архивная копия от 18 сентября 2022 на Wayback Machine) (иврит)
- הרצי הלוי הגנה רב־ממדית בין הקטבים 30-28, אוקטובר 2020 (Херци Ха-Леви, «Многосферная оборона», «Бейн ха-Ктавим» № 28-30 (октябрь 2020)) (Архивная копия от 12 июля 2022 на Wayback Machine) (иврит)
- הרמטכ"ל הרצי הלוי ולו ליום מקודש אחד: טור הרמטכ"ל לכבוד יום הזיכרון ערוץ 7, 23.4.23 (Начальник Генштаба Херци Ха-Леви, «„Хотя бы на этот единственный священный день“: колонка Начальника Генштаба в честь Дня памяти», «Аруц 7» (23.4.23)) (Архивная копия от 23 апреля 2023 на Wayback Machine) (иврит)